# 함성중학교
함성중학교(咸城中學校)는 대한민국 경상남도 함안군 함안면 북촌리에 있는 사립 중학교이다.

## 학교 연혁
- 1956년 5월 30일 : 함성중학교 설립 인가
- 1999년 3월 2일 : 3학급 인가
- 2014년 6월 25일 : 제8대 조원국 이사장 취임
- 2017년 9월 1일 : 제15대 문정환 교장 취임
- 2023년 2월 10일 : 제66회 졸업(22명) (졸업생 총인원 5,628명)
- 2023년 3월 2일 : 2023학년도 입학식(신입생 21명)

## 참고 자료
- 함성중학교 - 한국교육학술정보원 학교알리미